# Auguste François Le Jolis
Auguste François Le Jolis ( * 1823 - 1904 ) fue un destacado naturalista francés con interés especial en algología, y además trabajó como briólogo y micólogo. Se hizo mundialmente conocido por sus enormes herbarios de algas, musgos y de setas.
El 17 de agosto de 1852, funda la "Sociedad Nacional de Ciencias naturales y matemáticas de Cherbourg, con el físico Théodose du Moncel y con el astrónomo y naturalista Emmanuel Liais.

## Algunas publicaciones
- 1853.  Observations sur les eulexe des environs de Cherbourg. Ed. Impr. de A. Lecauf. 19 pp.
- 1857.  Mémoires de la Société des sciences naturelles de Cherbourg... T. V -XXXI

### Libros
- 1855.  Examen des espèces confondues sous le nom de eLaminaria digitata auct.e, suivi de quelques observations sur le genre elaminariae. Ed. Feuardent. 72 pp.
- 1863.  Liste des algues marines de Cherbourg. Ed. J.-B. Baillière et fils. 168 pp.
- 1893.  Les Genres d'hépatiques de S.-F. Gray. Ed. J.-B. Baillière et fils. 36 pp.
- 1895.  Remarques sur la nomenclature bryologique. 104 pp.

## Honores

### Epónimos
En su honor se nombraron varias:
- especies de algas como:
  - Fosliella lejolisii  (Rozanov) Howe
  - Stilopsis lejolisi (Thur.) Kuck. ex G.Hamel
  - Ochthebius lejolisii Mulsant & Rey, 1861

- género de alga:
  - Lejolisia Bornet

- La abreviatura «Le Jol.» se emplea para indicar a Auguste François Le Jolis como autoridad en la descripción y clasificación científica de los vegetales.[3]